# Листи до Джульєтти
«Листи до Джульєтти» (англ. Letters to Juliet) — американська романтична драма 2010 року. В головних ролях фільму Аманда Сейфрід, Крістофер Іган, Ванесса Редгрейв, Гаель Гарсія Берналь і Франко Неро. Це був останній фільм режисера Гері Вініка. Фільм з'явився в прокаті в Північній Америці та інших країнах 14 травня 2010 року. Ідея фільму був навіяна науково-популярною книгою «Листи до Джульєтти» Лізи та Сіл Фрідман, в якій розповідається про явище листування до найвідомішої романтичної героїні Шекспіра.

## Сюжет
Софі (Аманда Сейфрід) — молода американська жінка, яка працює для американського щотижневика The New Yorker журналістом, відповідальним за перевірку фактів. Вона їде в попередній медовий місяць зі своїм нареченим шеф-кухарем Віктором (Гаель Гарсія Берналь) у Верону, Італія. Віктора не зворушує романтика Італії, і він використовує свій час, на пошук можливостей відкриття свого ресторану, часто нехтуючи Софі. Софі випадково виявляє «лист Джульєтті» без відповіді, написаний Клер Сміт в 1957 році, — один із тисячі послань, залишених у Веронському дворі Коханця, на які зазвичай відповідають «секретарі Джульєтти». Вона відповідає на лист і, протягом тижня тепер уже літня Клер (Ванесса Редґрейв) приїжджає до Верони з її вродливим онуком адвокатом Чарлі ( Крістофер Іган). Клер і Софі відразу симпатизують одна одній, а от Чарлі і Софі не ладнають зовсім.
Дотримуючись порад з листа Софі, Клер вирішує знайти свою давно втрачену любов, Лоренцо Бартоліні (Франко Неро). Софі, думаючи, що історія Клер могла б допомогти їй з письменницькою кар'єрою, допомагає Клер. Вони дізнаються, що існує кілька Лоренцо Бартоліні, що живуть у цьому районі. Після багатьох днів у пошуках потрібного Лоренцо, вони виявляють, що він мертвий. Чарлі звинувачує Софі, що та засмутила його бабусю. Він звинувачує її не знаючи, в чому полягає реальна втрата. Клер, ставши свідком суперечки, каже Чарлі, що він був неправий і мати Софі покинула її, коли вона була маленькою дівчинкою. На наступний день, Клер наполягає на тому, що Чарлі має вибачитися перед Софі за сніданком, що він і робить. Після вечері, Софі виходить з Чарлі на прогулянку і розмовляє з ним про любов. Вони цілуються. Наступний ранок — це їх останній день пошуків Лоренцо. З примхи, Клер вказує Чарлі на виноградник і питає, чи може він зупинитися, щоб вони могли випити на прощання з Софі. Коли Чарлі їде дорогою, Клер бачить молодика, який виглядає точно так само, як і її Лоренцо. Вони виявляють, що це онук Лоренцо Бартоліні, і Клер з Лоренцо знаходять одне одного.
Повернувшись до Нью-Йорка, Софі розлучається з Віктором і повертається до Верони на весілля Клер і Лоренцо. Вона знаходить Чарлі з іншою жінкою, Патрісією, і вибігає плачучи. Чарлі виходить, щоб знайти її, і вона зізнаються, що вона любить його, але каже йому, щоб він повертався до Патрісії. Чарлі каже Софі, що ця жінка його двоюрідна сестра, і каже Софі, що він любить її. Він забирається по виноградній лозі на балкон, але випадково падає вниз, і вони цілуються, як він лежить на землі.